# Ручне сортування корисних копалин
Ручне́ сортува́ння — один з основних способів сортування корисних копалин.
Ручне сортування застосовується:

Принципи ручного сортування

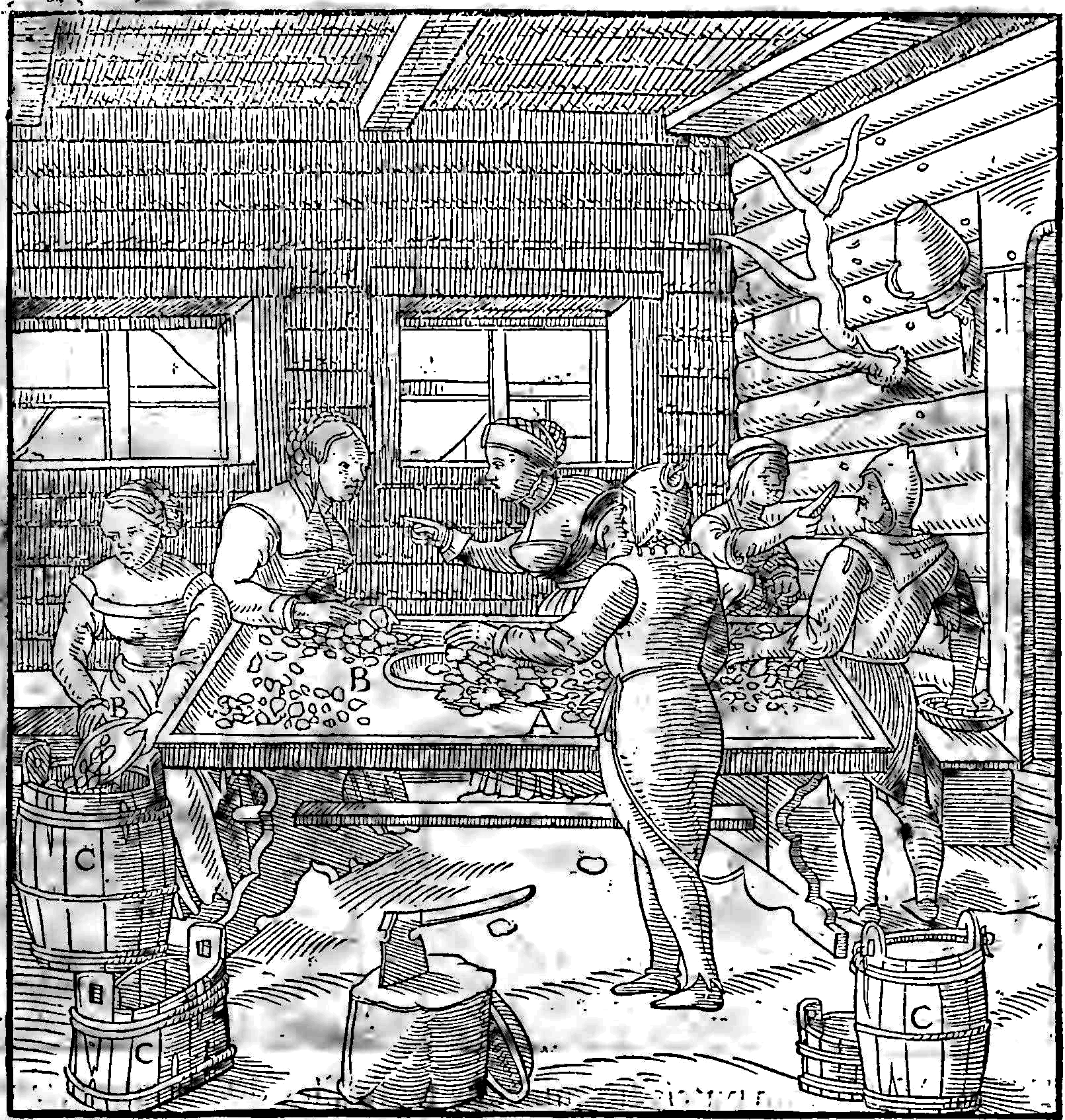
Рудорозбірка у «De Re Metallica» Георга Агріколи (1556 р.)

- перед дробленням і грохоченням для виділення породи у вуглевидобутку і збагаченні;
- при виділенні дорогоцінних каменів, слюди і інших мінералів.

При ручному сортуванні використовують відмінності в кольорі, блиску, формі, структурі мінералів (див. рисунок).
У процесі ручного сортування оцінка сорту і виділення частинок здійснюється людиною. Виведення частинок є трудомісткою операцією, що обмежує максимальну крупність (300 мм) і продуктивність сортування.
Ручне сортування здійснюється на конвеєрах, обертових столах, жолобах. Ручне сортування може виконуватися в шахтних умовах і на збагачувальній фабриці. У шахтних умовах сортування ведуть на настилах, полицях після відпалювання руди. Порода використовується для закладальних робіт. Середня продуктивність сортувальника за зміну становить 10-14 тонн.
В умовах збагачувальної фабрики сортування, як правило, проводиться на конвеєрах з розміщенням сортувальників з двох або з одного боку конвеєра (див. рисунок). При цьому матеріал подається в один шар.
Ширина стрічки знаходиться в межах 0.7—1.4 м при однобічній і двобічній вибірці. В останньому випадку сортувальники розташовуються в шаховому порядку.

Схема розміщення породосортувальників

Продуктивність ручного сортування залежить від крупності руди, вмісту породи, кваліфікації сортувальників. При крупності руди 20-40 мм продуктивність сортувальника становить 1.5 т/зміну і 3 т/зміну при крупності 200—300 мм.
Велике значення для сортування має освітлення робочої зони:
- розсіяне;
- направлене;
- певного спектрального складу.

Ряд мінералів змінює колір при опроміненні ультрафіолетовими променями:
- алмаз — блакитний;
- сфалерит — жовтий;
- церусит (PbCO3) — жовтий і т. д.